# Svarta änkan (film, 1987)
Svarta änkan (engelska: Black Widow) är en amerikansk film noir-thriller från 1987, i regi av Bob Rafelson. I huvudrollerna ses Debra Winger, Theresa Russell, Sami Frey och Nicol Williamson.

## Rollista i urval
- Debra Winger - Alexandra Barnes/Jessie Bates
- Theresa Russell - Catharine Petersen/Renee Walker/Margaret McCrory/Marielle Dumers
- Sami Frey - Paul Nuytten
- Dennis Hopper - Ben Dumers
- Nicol Williamson - William McCrory
- Terry O'Quinn - Alexandras chef, Bruce
- James Hong - H Shin
- Diane Ladd - Etta
- D. W. Moffett - Michael
- Lois Smith - Sara
- Leo Rossi - Ricci, polis i Seattle
- Rutanya Alda - Irene
- Mary Woronov - Shelley